# Staur Simionescu
Staur Simionescu (n. 18/30 august 1859 – d. 26 iunie/9 iulie 1913) a fost un general român, sub regele Carol I.
În perioada 1 aprilie 1905 - 26 iunie 1913 generalul de brigadă Staur Simionescu a fost comandantul Corpului de Grăniceri.
Generalul Staur Simionescu este fiul lui Simion Caraghiozoglu, moșier, și al Mariei Caraghiozoglu, născută Divanni. A fost căsătorit cu Eliza Pătrășcanu. Înmormântat în cimitirul Bellu. Frate de mamă cu Amalia Canella, căsătorită cu Ștefan Apostolescu, străbunica pictorului Alexandru Țipoia.